# Aartsbisdom San Juan de Cuyo

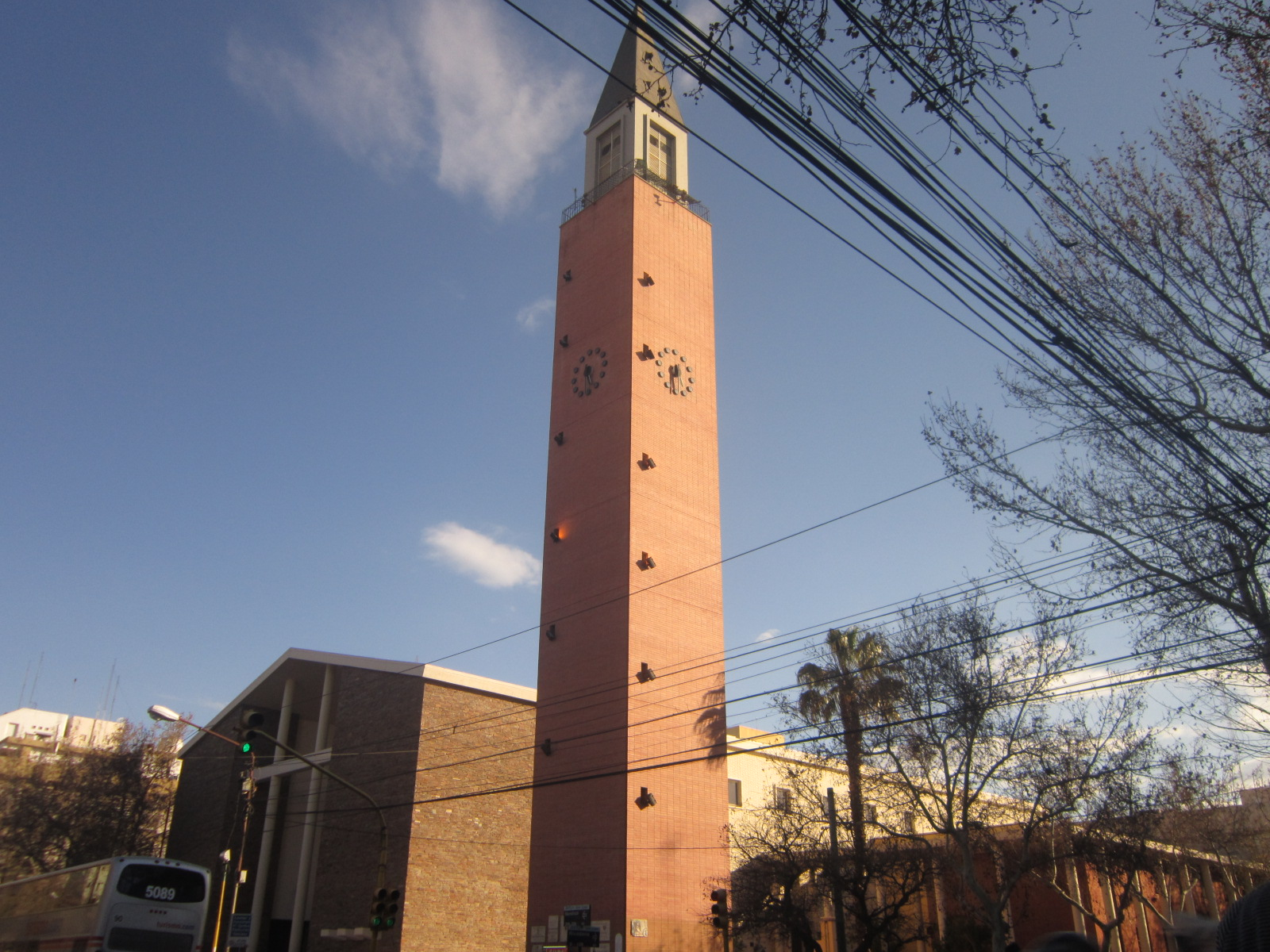
De kathedraal van San Juan

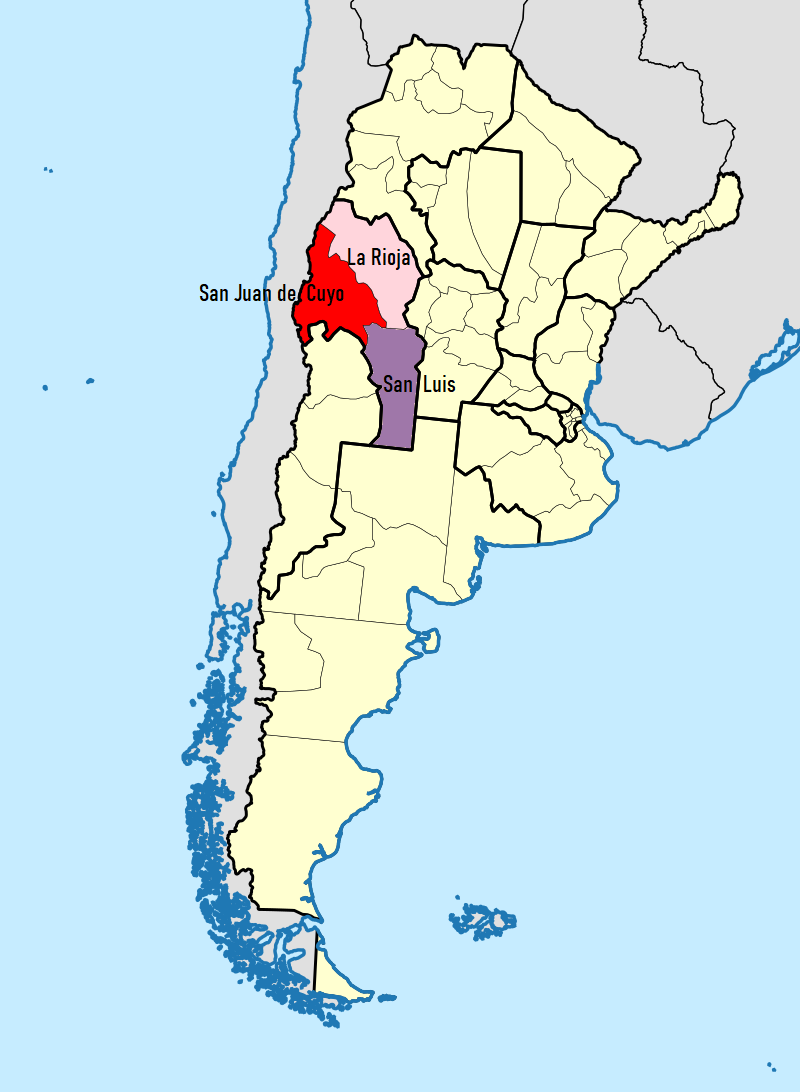
Het aartsbisdom (rood) binnen de kerkprovincie San Juan de Cuyo

Het aartsbisdom San Juan de Cuyo (Latijn: Archidioecesis Sancti Ioannis de Cuyo) is een rooms-katholiek aartsbisdom met als zetel San Juan in Argentinië.  
Het apostolisch vicariaat San Juan de Cuyo werd opgericht in 1826. In 1834 werd dit een bisdom en in 1934 werd het verheven tot aartsbisdom. Bij de grote aardbeving in 1944 werd de oude, 18e-eeuwse kathedraal vernield.
De kerkprovincie San Juan de Cuyo bestaat verder uit twee suffragane bisdommen:
- La Rioja
- San Luis

In 2020 telde het aartsbisdom 46 parochies. Het aartsbisdom heeft een oppervlakte van 89.615 km2 en telde in 2020 763.500 inwoners waarvan 92,3% rooms-katholiek was. 

## Aartsbisschoppen
- José Américo Orzali (1934-1939)
- Audino Rodríguez y Olmos (1939-1965)
- Ildefonso Maria Sansierra Robla, O.F.M. Cap. (1966-1980)
- Ítalo Severino Di Stéfano (1980-2000)
- Alfonso Delgado Evers (2000-2017)
- Jorge Eduardo Lozano (2017-)

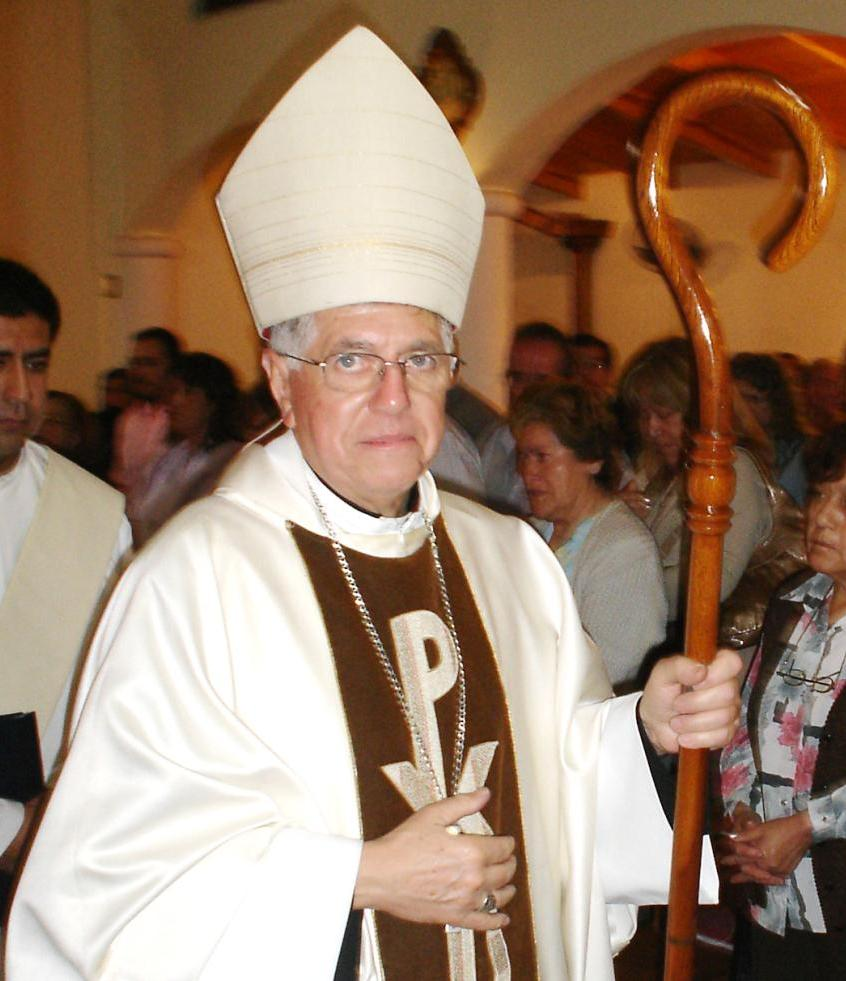
Alfonso Delgado Evers

San Juan de Cuyo (aartsbisdom) · La Rioja · San Luis